# Шимон, Ласло
Ласло Шимон (нем. László Simon; 16 июля 1948, Мишкольц — 9 сентября 2009, Берлин) — немецкий пианист и музыкальный педагог венгерского происхождения.
Учился в своём родном городе и в Будапеште у Золтана Бенкё, затем совершенствовал своё мастерство в Германии и Швеции, в том числе под руководством Ханса Лейграфа. Участник различных международных конкурсов, в 1971 г. разделил первое место на конкурсе имени Алессандро Касагранде в Италии, в 1975 г. разделил третью премию Международного конкурса имени Бузони.
Пик сольной исполнительской карьеры Шимона пришёлся на 1970-е годы. Наибольшее внимание, однако, было привлечено к нему в 2007 году, когда выпущенная Шимоном на шведской звукозаписывающей студии BIS запись «Трансцендентальных этюдов» Ференца Листа была опознана как распространявшаяся под именем английской пианистки Джойс Хатто: с этого началось разоблачение самого громкого плагиата в истории академического исполнительства.
Как педагог Шимон почти всю жизнь работал в Германии, с 1981 года — в Берлинской Высшей школе музыки. Среди его учеников, в частности, Никлас Сивелёв.